# Udalschalk (Abt)
Udalschalk war von 1127 bis nach 1151 Abt des Benediktinerklosters St. Ulrich und Afra in Augsburg.
Die historische Person Udalschalk wird erstmals fassbar, als der Mönch seinen Abt Egino (1109–1120) nach dessen Vertreibung aus dem Augsburger Kloster St. Ulrich und Afra (1118) auf einer Reise nach Rom begleitete. Nach dem Tod Eginos (1120) war Udalschalk Kaplan des Konstanzer Bischofs Ulrich I. (1111–1127), er bereitete die am 26. November 1123 in Konstanz erfolgte Heiligsprechung des Konrad von Konstanz (935–975) mit vor, u. a. durch eine erneute Romreise, diesmal zu Papst Kalixt II. (1119–1124), und verfasste dazu die Heiligenvita des heiligen Konrad. Weitere Schriften Udalschalks sind: die „Biografie“ „Über Egino und Hermann“, die Lebensbeschreibung des Augsburger Bischofs Adalbero (887–909), Gedichte, musiktheoretische Schriften, vertonte liturgische Texte.
1127 wurde Udalschalk Abt des Augsburger Klosters St. Ulrich und Afra. Er führte die Reformmaßnahmen seines Vorgängers Egino weiter und stellte sein Kloster durch Erweiterung des Grundbesitzes auf eine solide wirtschaftliche Grundlage. Um oder nach 1150 ist Udalschalk in Augsburg gestorben.

## Ausgaben
- Uodalschalcus, De Egino et Herimanno, in: Georg Heinrich Pertz u. a. (Hrsg.): Scriptores (in Folio) 12: Historiae aevi Salici. Hannover 1856, S. 429–448 (Monumenta Germaniae Historica, Digitalisat)